# نیروی شیو فشار

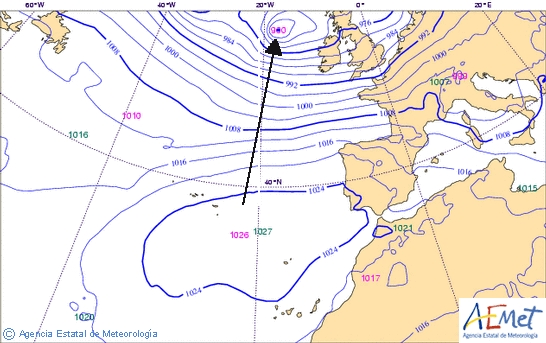
نیروی شیو فشار در زمین

نیروی شیو فشار (انگلیسی: Pressure-gradient force) یا نیروی گرادیان فشار، در مکانیک سیالات به نیرویی گفته می‌شود که ناشی از اختلاف فشار در امتداد سطح است. به‌طور کلی فشار، نیرو در واحد سطح، در سراسر یک سطح است. اختلاف فشار در سطح، تفاوت در نیرو را نشان می‌دهد که اگر نیروی اضافی برای متعادل کردن آن وجود نداشته باشد، طبق قانون دوم حرکت نیوتن می‌تواند منجر به شتاب شود. نیروی حاصله همیشه از ناحیه پرفشار به ناحیه کم‌فشار هدایت می‌شود. هنگامی که یک سیال در حالت تعادل است (یعنی هیچ نیروی خالص و شتابی وجود ندارد)، سیستم به عنوان حالت در تعادل هیدرواستاتیکی شناخته می‌شود. در مورد اتمسفر، نیروی شیو فشار توسط نیروی گرانشی متوازن شده و باعث حفظ تعادل هیدرواستاتیکی می‌شود. برای مثال در جو زمین، فشار اتمسفریک در ارتفاعات بالای سطح زمین کاهش می‌یابد، بنابراین یک نیروی شیو فشار ایجاد می‌شود که با نیروی گرانش بر جو مقابله می‌کند.